# Franz Jirak
Franz Josef Jirak (* 14. August 1911 in Wien; † 10. Mai 1944 ebenda) war ein österreichischer Zahntechniker und Widerstandskämpfer gegen das NS-Regime. Er wurde von der NS-Justiz zum Tode verurteilt und im Wiener Landesgericht geköpft.

## Leben
Jirak war Zahntechnikermeister und Mitglied des Zentralkomitees der KPÖ. Er wirkte an der Abfassung kommunistischer Druckschriften mit, wurde am 14. Juli 1942 festgenommen und am 10. März 1944 wegen „Feindbegünstigung“ und „Vorbereitung zum Hochverrat“ vom Volksgerichtshof zum Tode verurteilt. In der Urteilsbegründung wird ausgeführt: „Kommunistische Zersetzung im Kriege untergräbt auch die Kampfentschossenheit der Heimat und hilft damit dem Feind. Dessen waren sich die Angeklagten [Franz Jirak und Karl Baubelik] als intelligente Menschen bewusst. Sie haben sich durch ihre Tat sogar mit voller Absicht zu Bundesgenossen unseres erbittertsten Feindes, des Bolschewismus, gemacht und auf eine Schwächung des Reiches zu seinen Gunsten hingearbeitet (§ 91b StGB). Die Angeklagten waren daher wegen Feindbegünstigung (§ 91b StGB) zu verurteilten. Sie sind durch jahrelangen schweren Verrat ihrem eigenen Volk in seinem Schicksalskampf gegen Bolschewismus und Plutokratie in den Rücken gefallen, um es durch Wiederholung der Revolte vom Jahre 1918 erneut in Not und Schande zu stoßen. Dadurch haben sie sich für immer ehrlos gemacht und waren um der Sicherheit des Reiches willen zum Tode zu verurteilen.“
Jirak wurde am 10. Mai 1944 mit dem Fallbeil hingerichtet.

## Gedenken
Sein Name findet sich auf der Gedenktafel im ehemaligen Hinrichtungsraum des Wiener Landesgerichts.

## Quelle
- Erkennungsdienstliche Kartei der Gestapo Wien, aufbereitet vom DÖW, mit Fotos, abgerufen am 10. Februar 2015

## Nachweise
1. ↑  Nachkriegsjustiz, abgerufen am 10. Februar 2015

| Personendaten    | Personendaten                                                                       |
| ---------------- | ----------------------------------------------------------------------------------- |
| NAME             | Jirak, Franz                                                                        |
| ALTERNATIVNAMEN  | Jirak, Franz Josef (vollständiger Name)                                             |
| KURZBESCHREIBUNG | österreichischer Zahntechniker und Widerstandskämpfer gegen den Nationalsozialismus |
| GEBURTSDATUM     | 14. August 1911                                                                     |
| GEBURTSORT       | Wien                                                                                |
| STERBEDATUM      | 10. Mai 1944                                                                        |
| STERBEORT        | Wien                                                                                |